# 58185 Rokkosan
58185 Rokkosan este un asteroid din centura principală, descoperit pe 7 septembrie 1991, de Tsutomu Seki.